# Visoka tehnička škola strukovnih studija Subotica
Visoka tehnička škola strukovnih studija Subotica (VTŠ) je samostalna visokoškolska ustanova smešten u Subotici, gradu Autonomne Pokrajine Vojvodine u Srbiji. Osnovni zadatak VTŠ u Subotici je obrazovanje studenata u oblasti tehničkih nauka (mašinske i elektro struke) u regionu. Nastava na VTŠ se paralelno izvodi na srpskom i mađarskom jeziku i na svim smerovima uvodi šesto-semestarske studije. Od 2020. godine studente upisuje po novim akreditovanim studijskim programima osnovnih strukovnih studija: Mašinstvo, Informatika, Mehatronika, Elektrotehnika i Inženjerski menadžment.

## Istorija
Škola je zvanično i legalno počela sa radom 1960. godine. Zvaničan naziv u početku bio je: Viša elektrotehnička i Viša mašinska škola u Subotici, koje su se u 1962. godine integrisale u Višu tehničku školu (VTŠ), a nekoliko godina kasnije u 2007. godine škola dobija i treće ime: Visoka tehnička škola strukovnih studija.
Tokom svoje istorije, škola je pokušala sve da poboljša svoje obrazovanje, tako da je  u 1982. godine uvedeno je nove usmerenje na elektro odseku: Elektrotehnika, a nekoliko godina kasnije u 1997. godine škola među prvima pokreće smer informatike, dok u oblasti mašinstva, prepoznajući buduće trendove u razvoju tehnike, usmerava studente ka mehatronici koja integriše elektrotehniku, mašinstvo i informatiku u jednu interdisciplinarnu oblast.
Nakon uspešno saradnju sa privrednim i naučno-obrazovnim institucijama u zemlji i inostranstvu u 2018. godine VTŠ dobila takozvanu Erasmus povelju, čime je postala jedna od retkih Visokih škola u Republici Srbiji, koja je dokazala ispunjenost preduslova potrebnih za međunarodnu saradnju u okviru Erasmus programa.

## Studijski programi
Danas škola radi sa pet studijskih programa na osnovnim studijama:
- Elektrotehnika
- Informatika
- Inženjerski menadžment
- Mašinstvo
- Mehatronika

## Spoljašne veze
- Zvanični veb-sajt